# Галья, Роберто
Роберто Галья (итал.Roberto Galia, 16 марта 1963, Трапани) — итальянский футболист, играл на позиции защитника. По завершении игровой карьеры — футбольный тренер.
Выступал, в частности, за «Сампдорию» и «Ювентус», а также национальную сборную Италии.

## Клубная карьера
Родился 16 марта 1963 года в городе Трапани. Воспитанник футбольной школы клуба «Комо».
За первую команду дебютировал 10 мая 1981 года в домашнем проигранном матче против «Наполи» (0:1). В матче последнего тура Серии А Галья забил решающий гол в ворота «Болоньи», который принес команде победу 2:1 и спас клуб от вылета, однако в следующем сезоне клуб занял последнее место и вылетел в Серию В, где Галья провел ещё один сезон.
В 1983 году защитник перешёл в клуб «Сампдория», с которым завоевал титул обладателя Кубка Италии, после чего с 1986 года два сезона провел в «Вероне».
Своей игрой привлек внимание представителей тренерского штаба «Ювентуса», к составу которого присоединился летом 1988 года. Сыграл за «старую сеньору» следующие шесть сезонов своей игровой карьеры, в течение которых выиграл ещё один Кубок Италии в 1990 году, забив победный гол во втором финальном поединке против «Милана», и два Кубка УЕФА, причем в первом из них, в 1990 году против «Фиорентины», Роберто также забил гол в первой финальной встрече (3:1).
После этого Галья перешёл в «Асколи» из Серии Б, но пробыл в клубе лишь до ноября и вскоре вернулся в родной «Комо», цвета которого защищал до прекращения выступлений на профессиональном уровне в 1997 году. В последний год выиграл с командой Кубок Италии Серии С

## Выступления за сборные
В течение 1982—1984 годов привлекался в состав молодежной сборной Италии, вместе с которой стал полуфиналистом молодежного Евро-1984. На молодёжном уровне сыграл в 12 официальных матчах.
1988 года защищал цвета олимпийской сборной Италии на Олимпийских играх 1988 года в Сеуле, где команда дошла до полуфинала, заняв четвёртое место.
В мае 1992 году поехал в составе национальной сборной Италии на предшествующий Чемпионату мира турнир в США, на котором сыграл 3 матча — против Португалии, Ирландии и хозяев США. Больше за национальную сборную не играл.

## Карьера тренера
Начал тренерскую карьеру, вернувшись к футболу после небольшого перерыва, в 2001 году, войдя в тренерский штаб клуба «Комо», работая ассистентом Лориса Доминиссини и Эудженио Фашетти. С ними команда вышла в Серии А, после чего вылетела обратно в Серию B по итогам сезона 2002/03. Во втором дивизионе дела у команды дела также шли не лучшим образом и после освобождения Фашетти — Галья руководил командой команду в последних восьми играх сезона 2003/04, но не спас от вылета в Серию С1.
После этого в 2004—2006 годах тренировал клуб «Кьяссо» со второго по уровню дивизиона Швейцарии.
С конца февраля по июнь 2007 года он тренировал «Про Верчелли» из Серии С2, а с декабря того же года возглавил клуб «Турате» из Серии D, где проработал лишь до следующего года. Также работал с любительским клубом «Атлетико Эрба». Был техническим менеджером футбольной школы «Ювентуса» в «Кольяте».
В мае 2012 года вернулся в родное «Комо», работая на административных должностях. В июле 2015 года он был назначен тренером молодёжной команды «Комо» в паре с Андреа Ардито.

## Титулы и достижения
- Обладатель Кубка Италии (2):

«Сампдория»: 1984/85
«Ювентус»: 1989/90
- Обладатель Кубка УЕФА (2):

«Ювентус»: 1989/90, 1992/93